# Dina Bell
Dina Bell, de son nom complet Charles Dina Ebonguè  est un artiste camerounais de Makossa, genre musical de la cote littorale en pays Sawa.

## Biographie

### Enfance, éducation et débuts
Charles Dina Ebonguè est né le 28 mai 1953 à Douala. Il embrasse tôt la musique avec la chorale Lotin à Samè de Eboa Lotin.
Actif dans de nombreux concerts scolaires et  durant sa jeunesse.

### Carrière

#### Discographe
En 1978 avec « Yoma Yoma », produit sous le label Azengue Productions et réalisé avec Toto Guillaume à la guitare et Aladji Touré à la basse, Dina Bell acquiert un immense succès et un disque d’or. Avec un makossa coloré d’afro-zouk, de funk et de rumba congolaise il fonde en 1983 le groupe « Bazor » qui signifierait « Pilier » en langue Duala.
Avec des albums tels que « Mbemb’a lyo » en 1980, « Longe » en 1981, « Etom’Am »... Dina Bell est l'un des chanteurs Makossa les plus prolifiques des années 80.

#### Personnalité
Il est réputé proche de Pierre de Moussy.